# Рено Росія
Рено Росія, відома до 2014 року як Автофрамос — російська автомобільна компанія, заснована в 1998 році містом Москва та Renault. З 2012 року вона була дочірньою компанією Renault. У травні 2022 року компанія припинила свою діяльність, оскільки її активи придбала влада Москви.

## Історія
У липні 1998 року тодішній заступник мера Москви Валерій Шанцев і представник Renault підписали угоду про створення спільного автомобільного підприємства на базі старого ВАТ «Москвич».  Новою компанією в рівній мірі володіли Renault і місто Москва.  Збірка автомобілів почалася в квітні 1999 року.  До 2005 року завод вийшов на повну потужність, а в 2010 році його потужність подвоїлася до 160 000 автомобілів на рік.
У жовтні 2004 року Renault придбала 26% московської частки в товаристві, а в 2006 році збільшила свою участь до 94,1%. Наприкінці 2012 року французький автовиробник викупив решту акцій «Автофрамоса». 
У липні 2014 року Renault оголосила про перейменування своєї російської дочірньої компанії, змінивши назву з «Автофрамос» на «Renault Russia», щоб зміцнити відносини компанії з автомобілями російського виробництва під брендом Renault серед клієнтів.
У березні 2022 року, після російського вторгнення в Україну в 2022 році та міжнародного тиску на це,  Renault «призупинила» діяльність Renault Russia.  У травні 2022 року Renault заявила, що погодилася продати компанію назад уряду Москви.  Місто Москва використала активи Renault Russia для відновлення виробництва під маркою Москвич.

## Продукти
З кінця 2002 по 2004 рік завод випускав Renault Symbol, версію седан Renault Clio.
З 2005 року завод збирав Renault Logan. Загальний обсяг виробництва в 2007 році склав 69 000 автомобілів, зі збільшенням до 73 000 автомобілів у 2008 році.
У 2009 році завод почав випуск хетчбека Renault Sandero, за яким у 2011 році послідував Renault Duster.
У 2013 році компанія випустила 195 112 автомобілів, серед яких Duster, Mégane, Fluence, Logan і Sandero.